# Erwinia
Erwinia is een geslacht van gramnegatieve staafbacteriën uit de Enterobacteria-familie (Enterobacteriaceae). Ze zijn facultatief aeroob, d.w.z. in aanwezigheid van zuurstof (oxisch milieu) is hun energiemetabolisme oxidatief, als er geen zuurstof is (anoxisch milieu) schakelen ze over op fermentatie in het energiemetabolisme. Bijna alle soorten zijn flagellated peritrich, dus actief mobiel. Veel soorten Erwinia (en soorten die voorheen aan dit geslacht waren toegewezen) zijn een plaag voor planten. In de afgelopen jaren zijn er enkele wijzigingen opgetreden in de indeling van deze groep. Uit onderzoek bleek dat verschillen in het DNA te groot waren, waardoor veel soorten tot andere geslachten behoren (Pantoea, Enterobacter, Pectobacterium en Brenneria). Vooral in de landbouwwetenschappen (vanwege hun rol als plantenplaag) worden de aangetaste soorten nog steeds onder hun oude namen vermeld en aangesproken.

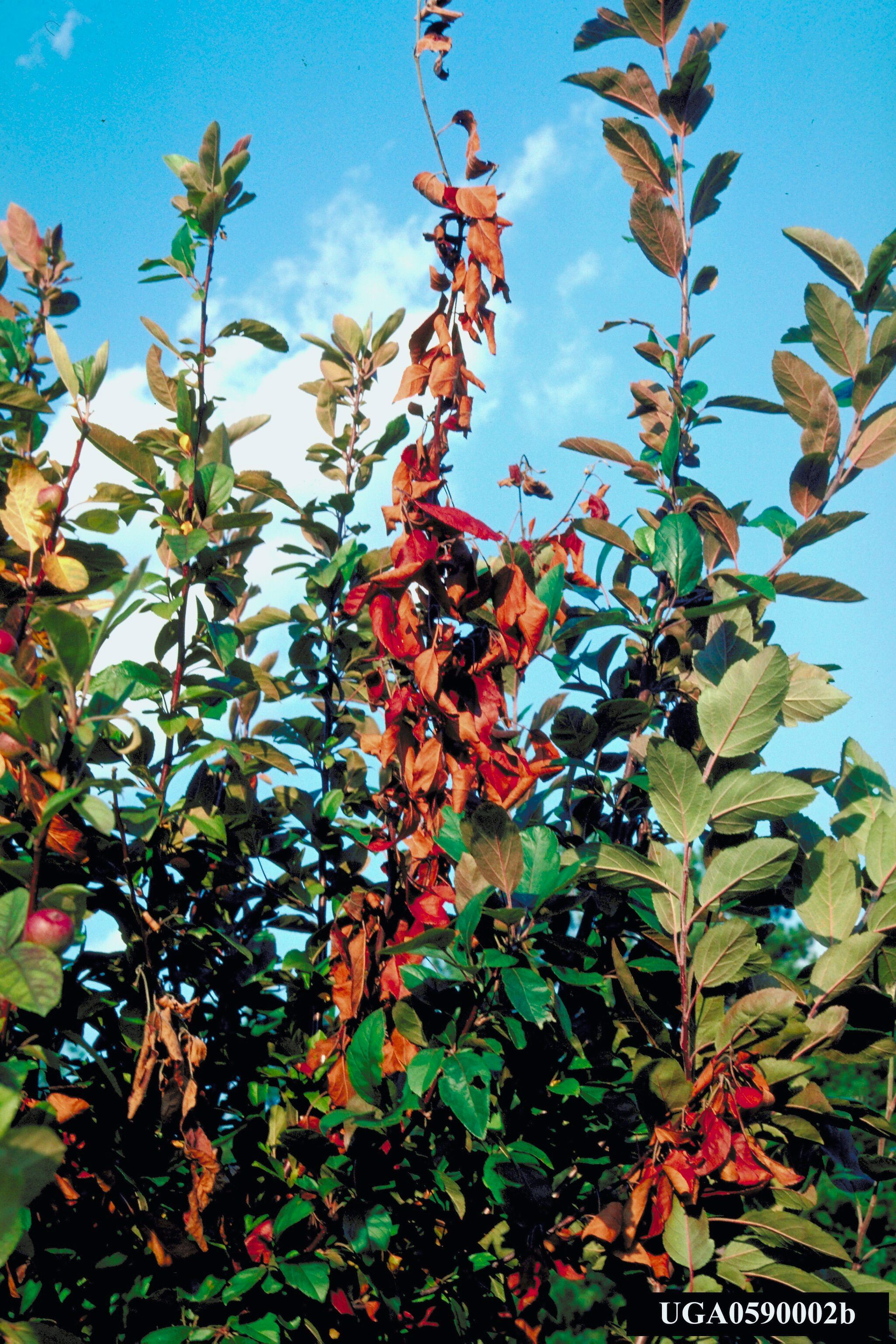
Erwinia amylovora

## Stofwisseling
De leden van het geslacht Erwinia zijn chemoorganotroof, ze breken verschillende organische stoffen af om energie op te wekken. Ze zijn facultatief aeroob, d.w.z. in aanwezigheid van zuurstof hebben ze een oxidatieve energiestofwisseling, ze oxideren de organische stoffen volledig tot kooldioxide (CO2) en water. Als er geen zuurstof is, schakelen ze over op 2,3-butaandiolfermentatie. De alcohol 2,3-butaandiol wordt gevormd uit glucose als het eindproduct en er worden ook kleine hoeveelheden zuren gevormd. Andere kenmerken van 2,3-butaandiolfermentatie zijn het tussenproduct acetoïne en een bijzonder hoge gasproductie (kooldioxide CO2). Het tussenproduct acetoïne kan worden gedetecteerd met behulp van de Voges-Proskauer-reactie. Andere butaandiolfermentors van enterobacteriën zijn b.v. Enterobacter, Klebsiella en Serratia.
Andere soorten enterobacteriën maken ook gebruik van fermentatie onder anoxische omstandigheden, maar in een andere vorm, de zogenaamde gemengde zurenfermentatie. Bij gemengde zuurfermentatie zijn de eindproducten voornamelijk zuren zoals azijnzuur, melkzuur en barnsteenzuur, maar geen butaandiol. De gemengde zure gisting toont o.a. de geslachten Escherichia, Salmonella en Proteus. De verschillende eindproducten en gasformaties van de twee metabolische routes zijn een belangrijk kenmerk voor het differentiëren van de geslachten.

## Plantpathogene soorten
Veel Erwinia-soorten breken plantenresten af, maar zijn ook betrokken bij het ontstaan van plantenziekten of worden beschouwd als opgeslagen voedselplagen.
- Erwinia carotovora (het systeem is gewijzigd, de juiste naam is nu Pectobacterium carotovorum) veroorzaakt zwartpootaardappelen. De bacterie beschadigt de plant door pectines af te breken met behulp van het enzym pectinase. Pectines zijn extracellulaire stoffen in de middelste lamel van de plantencellen die een gelatineuze kleeflaag tussen de cellen vormen. Als gevolg van de afbraak lost het aangetaste plantenweefsel op.
- Erwinia amylovora is de veroorzaker van bacterievuur. Veel soorten van de rozenfamilie (Rosaceae) worden aangetast, vooral pitvruchtgewassen.
- Erwinia billingia is een andere plaag voor verschillende rozenplanten.
- Erwinia cypripedii (juiste naam nu Pectobacterium cypripedii) beschadigt verschillende orchideeën, b.v. Cypripedium.

Sommige soorten zijn aangetroffen bij mensen of dieren, maar hun rol als ziekteverwekker is niet vastgesteld.

## Soorten
- Erwinia amylovora (Burrill 1882) Winslow et al. 1920 (Approved Lists 1980) emend. Hauben et al. 1998 (Typusart)
- Erwinia aphidicola Harada et al. 1998
- Erwinia billingiae Mergaert et al. 1999
- Erwinia gerundensis Rezzonico et al. 2016
- Erwinia iniecta Campillo et al. 2015
- Erwinia mallotivora Goto 1976
- Erwinia oleae Moretti et al. 2011
- Erwinia papayae Gardan et al. 2004
- Erwinia persicina Hao et al. 1990
- Erwinia piriflorinigrans López et al. 2011
- Erwinia psidii Rodrigues Neto et al. 1988
- Erwinia pyrifoliae Kim et al. 1999
- Erwinia rhapontici (Millard 1924) Burkholder 1948
- Erwinia tasmaniensis Geider et al. 2006
- Erwinia toletana Rojas et al. 2004
- Erwinia tracheiphila (Smith 1895) Bergey et al. 1923
- Erwinia typographi Skrodenytė-Arbačiauskienė et al. 2012
- Erwinia uzenensis Matsuura et al. 2012
- Candidatus Erwinia dacicola Estes et al. 2009

## Enkele wijzigingen
Diverse Erwinia-soorten werden geplaatst in de geslachten Pantoea, Enterobacter, Pectobacterium en Brenneria (die allemaal tot de Enterobacteria behoren).
- Tot het nieuw gecreëerde (1999) geslacht Brenneria behoren o.a. de soort Erwinia alni, Erwinia quercina, Erwinia rubrifaciens, Erwinia salicis en Erwinia paradisiaca (synoniem: Dickeya paradisiaca).
- De soorten Erwinia stewartii, Erwinia herbicola (synoniem Enterobacter agglomerans), Erwinia milletiae, Erwinia uredovora (synoniem Erwinia ananatis) werden overgebracht naar Pantoea.
- Het geslacht Enterobacter omvat nu de soorten Erwinia cancerogena, Erwinia nimipressuralis en Erwinia resolvens (synoniem: Enterobacter cloacae subsp. Dissolvens).
- Erwinia carotovora, Erwinia chrysanthemi en Erwinia cypripedii werden geplaatst in het geslacht Pectobacterium.